# British Home Championship 1906
British Home Championship 1906 – dwudziesta druga edycją turnieju piłki nożnej między reprezentacjami z Wielkiej Brytanii. Tytułu, z powodzeniem, broniła Anglia, jednak musiała się nim podzielić ze Szkocją. Królem strzelców turnieju został, zdobywając trzy bramki, Walijczyk William Green.

## Turniej
| 17 lutego 1906 | Irlandia | 0 : 5(0 : 2)Raport | Anglia · Bond 26' 89' · Brown 32' · Harris 56' · Day 70' | Solitude Ground, Belfast Widzów: 16 000 Sędzia: Thomas Robertson |
|                |          |                    |                                                          |                                                                  |

| 3 marca 1906 | Szkocja | 0 : 2 | Walia · L. Jones · J. Jones | Tynecastle Park, Edynburg |
|              |         |       |                             |                           |

| 17 marca 1906 | Irlandia | 0 : 1 | Szkocja · Fitchie | Dalymount Park, Dublin |
|               |          |       |                   |                        |

| 19 marca 1906 | Walia | 0 : 1(0 : 0)Raport | Anglia · Day 86' | Arms Park, Cardiff Widzów: 15 000 Sędzia: Bertram Gough |
|               |       |                    |                  |                                                         |

| 2 kwietnia 1906 | Walia · Green · Morgan-Owen | 4 : 4 | Irlandia · Maxwell · Sloan | Racecourse Ground, Wrexham |
|                 |                             |       |                            |                            |

| 7 kwietnia 1906 | Szkocja · Howie 40' 55' | 2 : 1(1 : 0)Raport | Anglia · Shepherd 86' | Hampden Park, Glasgow Widzów: 102 741 Sędzia: Nunnerley |
|                 |                         |                    |                       |                                                         |

## Tabela
| Msc. | Zespół   | M | W | R | P | Pkt+ | Pkt- | Pkt |
| ---- | -------- | - | - | - | - | ---- | ---- | --- |
| 1    | Anglia   | 3 | 2 | 0 | 1 | 7    | 2    | 4   |
| 1    | Szkocja  | 3 | 2 | 0 | 1 | 3    | 3    | 4   |
| 3    | Walia    | 3 | 1 | 1 | 1 | 6    | 5    | 3   |
| 4    | Irlandia | 3 | 0 | 1 | 2 | 4    | 10   | 1   |

## Strzelcy
3 gole
- William Green

2 gole
- Dicky Bond
- Samuel Day
- Jimmy Maxwell
- Harold Sloan
- James Howie

1 gol
- Arthur Brown
- Stanley Harris
- Lot Jones
- John Jones
- Thomas Fitchie
- Hugh Morgan-Owen
- Albert Shepherd